# Banc d'optique

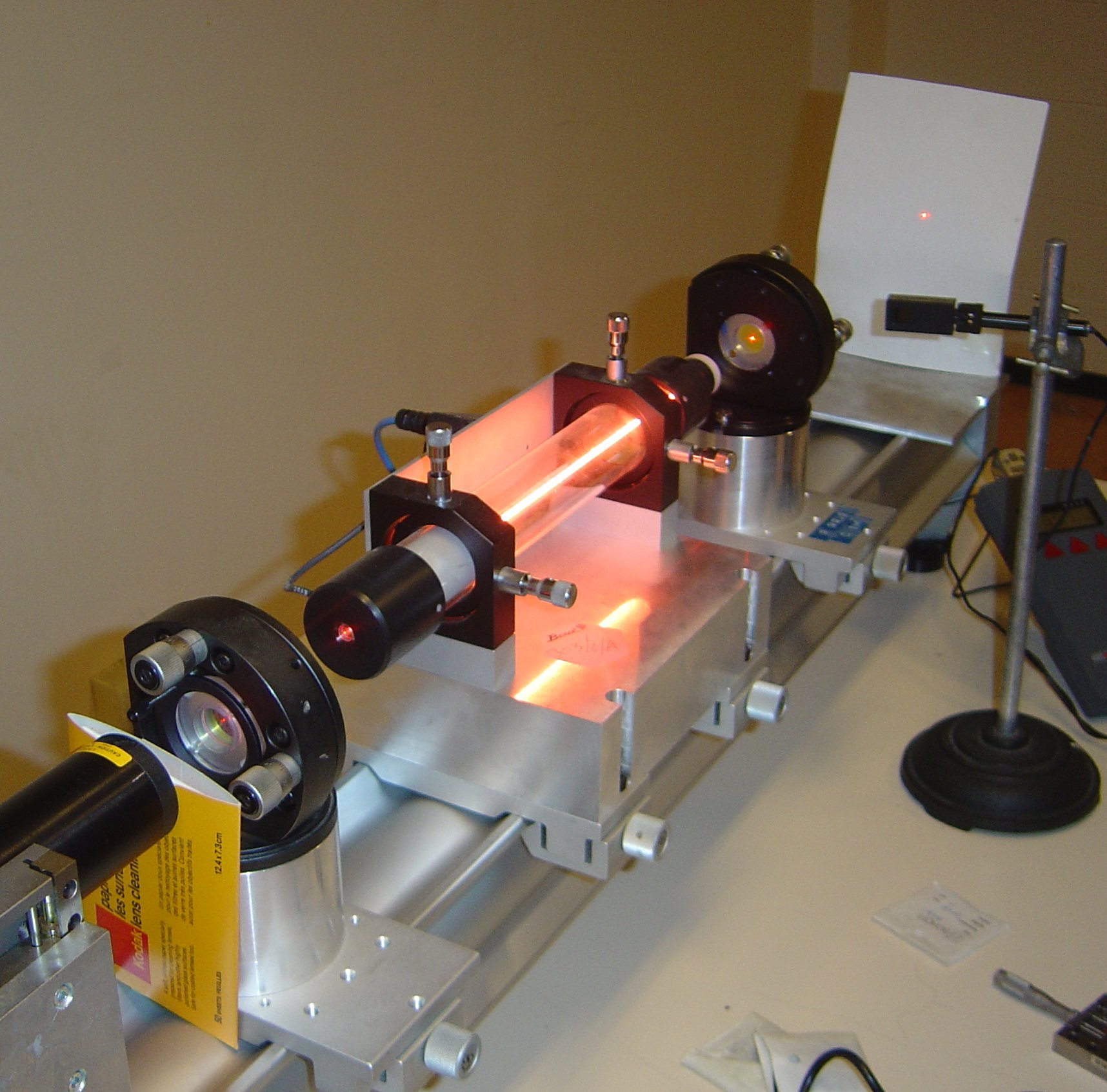
Laser helium-neon sur un banc d'optique.

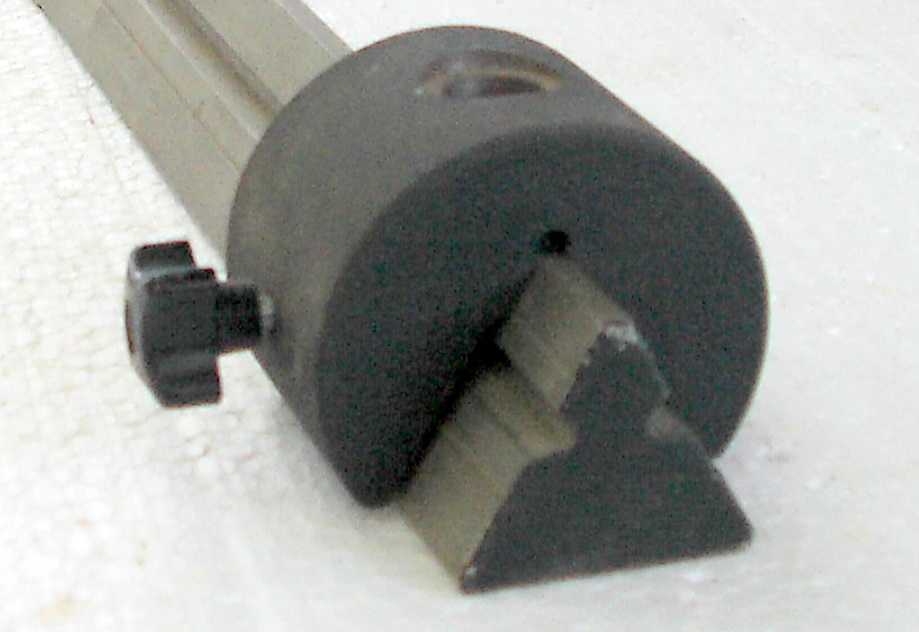
Rail d'un banc optique

Le banc d'optique (ou banc optique) est un « rail » sur lequel on peut ajouter des lasers, différents types de lentilles et mécanismes pour l'étude des principaux phénomènes d'optique géométrique et la construction d'instruments optiques.
En laboratoire, les bancs d'optique sont souvent remplacés par des tables optiques qui permettent l'alignement de systèmes optiques plus complexes et sont conçues pour limiter les problèmes posés par les vibrations.

## Principe
Un banc optique ou par extension une table optique permet un alignement suivant une direction appelée axe optique de l'ensemble des éléments optiques d'un système. 
En pratique un banc d'optique permet un alignement rapide, à condition que tous les centres des éléments optiques soient placés à même hauteur. 

## Propriétés

### Tolérance à la différence de température
Certains bancs optiques sont isolés thermiquement du sol pour permettre par le contrôle  de la température sur le banc d'optique

### Tolérance aux vibrations
Afin d'éviter le déplacement des éléments optiques lors d'une mesure, certaines tables optiques sont montés sur des éléments pneumatiques permettant la réduction des vibrations du sol.

## Applications
Les bancs d'optiques sont principalement utilisés en recherche et en prototypage pour permettre la vérification d'éléments optiques. 